# Magische Magyaren
Magische Magyaren is de bijnaam van het zeer succesvolle Hongaarse nationale voetbalelftal uit de periode 1950-1956. In Hongarije staat het team bekend als het Aranycsapat (Gouden Team). In het buitenland worden beide aanduidingen gebruikt: Goldene Elf, Magical Magyars etc. De coach van het team was Gusztáv Sebes.

## Spelers

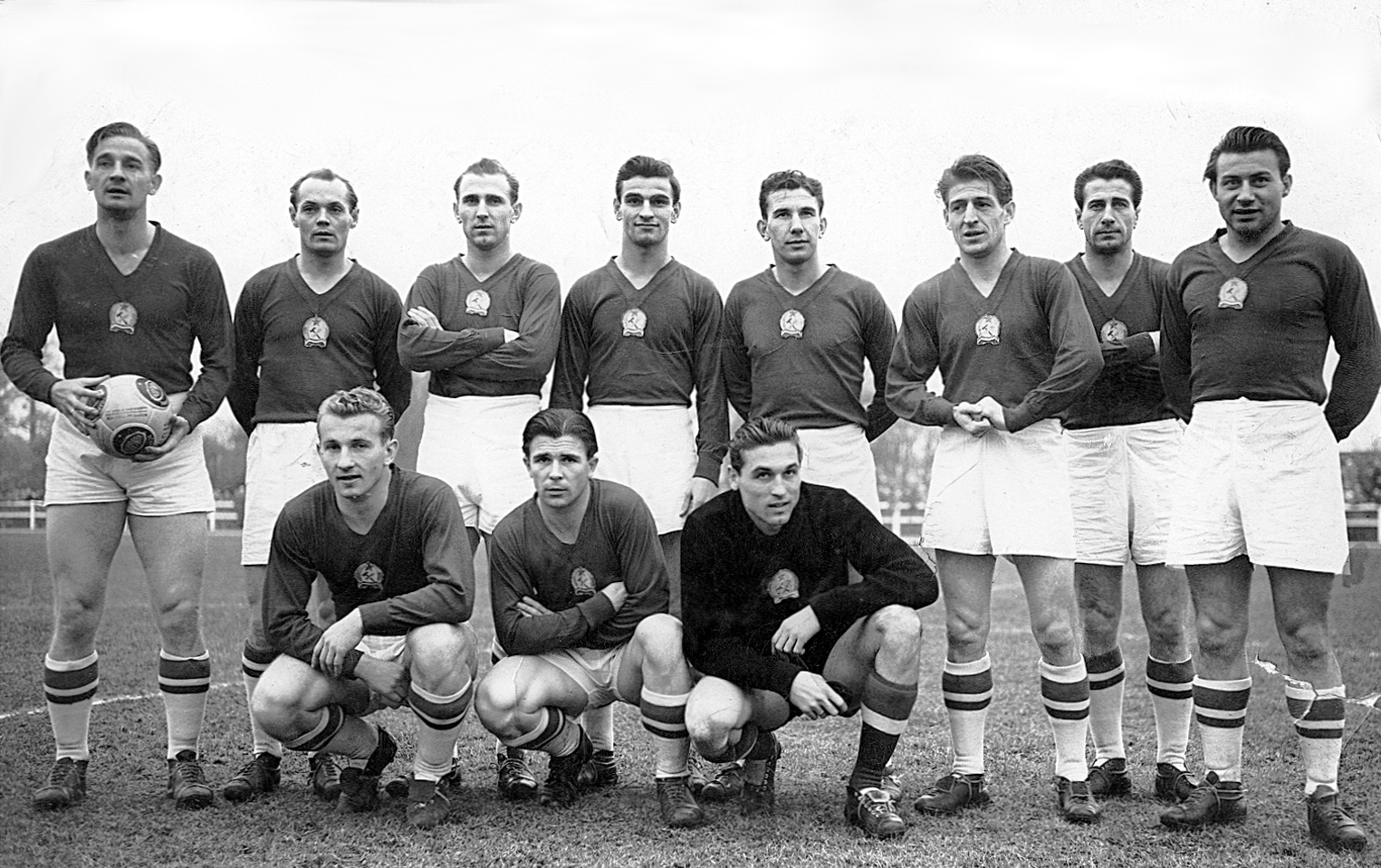
Het Gouden Team in 1953
Achterste rij: Gyula Lóránt, Jenő Buzánszky, Nándor Hidegkuti, Sándor Kocsis, József Zakariás, Zoltán Czibor, József Bozsik, László Budai
Voorste rij: Mihály Lantos, Ferenc Puskás, Gyula Grosics

De twee grote sterren van het elftal waren de aanvallers Ferenc Puskás (aanvoerder) en Sándor Kocsis, later respectievelijk nummer één en twee bij de verkiezing van Hongaars Voetballer van de Eeuw. De Galopperende Majoor Puskás speelde 85 interlands en scoorde daarin 84 keer, Het Gouden Hoofd Kocsis kwam in 68 interlands tot 75 doelpunten waarvan zeven hattricks.
Een grote reputatie hadden verder doelman Gyula Grosics, middenvelder József Bozsik en de aanvallers Zoltán Czibor en Nándor Hidegkuti. Overigens maakte één Hongaarse sterspeler uit de jaren vijftig geen deel uit van dit succesvolle team: Ladislao Kubala. Kubala was al in 1949 uit Hongarije gevlucht en maakte begin jaren 50 carrière in Spanje. Na 1956 zouden verschillende sterren van het Gouden Team hem volgen.
De gebruikelijke opstelling van de Magische Magyaren zag er, in 3-2-5 formatie, als volgt uit:
- Gyula Grosics (Fekete párduc - Zwarte panter) – doelman
- Jenő Buzánszky – rechterverdediger
- Gyula Lóránt – centrale verdediger
- Mihály Lantos – linkerverdiger
- József Bozsik (Cucu) – rechtermiddenvelder
- József Zakariás (Zaki) – linkermiddenvelder
- László Budai (Púpos - Bochel) – rechtsbuiten
- Sándor Kocsis (Kocka - Blok) – rechtsbinnen
- Nándor Hidegkuti (Öreg - Ouwe) – midvoor
- Ferenc Puskás (Öcsi - Broertje) – linksbinnen
- Zoltán Czibor (Rongylábú - Voddepoot) – linksbuiten

## Grote successen
Op 24 september 1950 won het Hongaars nationaal elftal in Boedapest met 12-0 van Albanië. Deze overwinning kan min of meer gezien worden als het begin van de successen van het Gouden Team.

### Olympische Spelen 1952

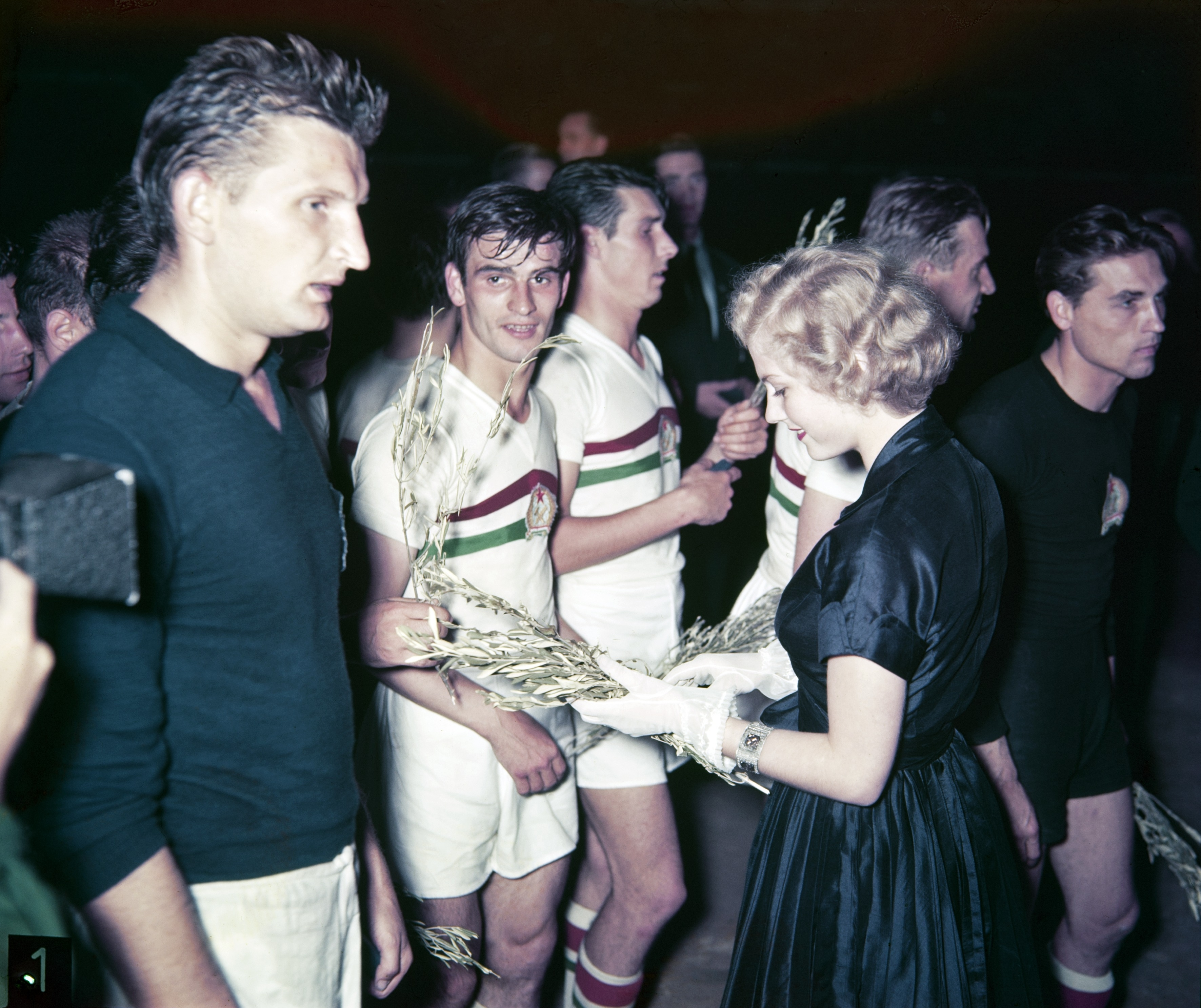
Miss Universe 1952 Armi Kuusela feliciteert het Hongaarse elftal met de olympische titel

Omdat de voetballers in de hoogste klasse van Hongarije officieel amateurs waren, mocht het Hongaars elftal deelnemen aan de Olympische Zomerspelen 1952 in Helsinki. De Magische Magyaren werden kampioen op dit toernooi.
Eerste ronde
- Hongarije - Roemenië 2-1
- Hongarije - Italië 3-0

Tweede ronde
- Kwartfinale: Hongarije - Turkije 7-1
- Halve finale: Hongarije - Zweden 6-0
- Finale: Hongarije - Joegoslavië 2-0

### Wembley 1953

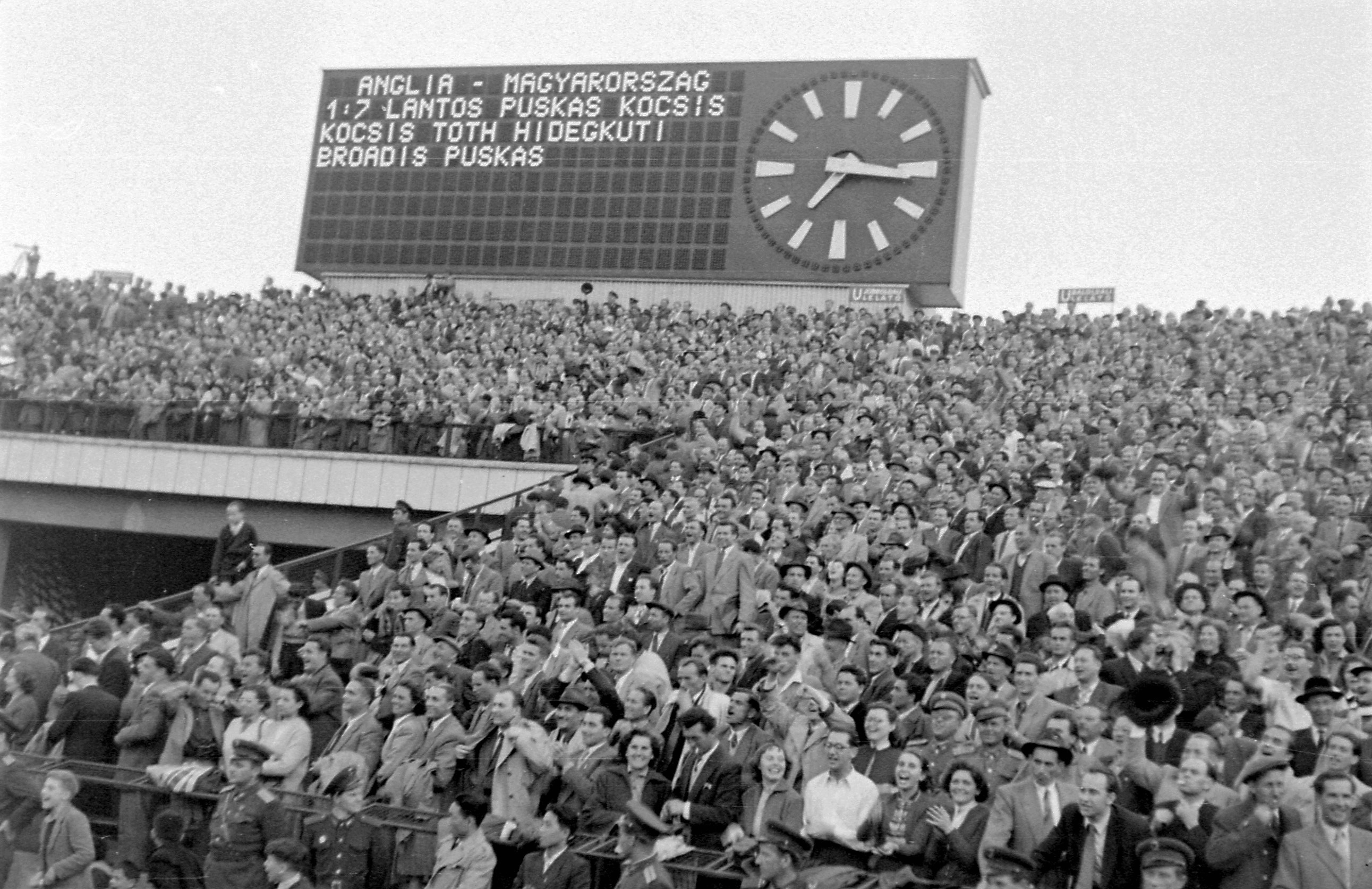
Het publiek juicht nadat het Hongaarse elftal Engeland de grootste nederlaag uit de historie heeft toegebracht (7-1)

In 1953 versloegen de Magische Magyaren in een vriendschappelijke wedstrijd Engeland met 6-3 op Wembley. Het betekende de eerste thuisnederlaag van het Engels nationaal elftal in de dertig jaar dat op Wembley gespeeld werd. Deze befaamde wedstrijd werd gefloten door de Nederlander Leo Horn.
De Engelsen wilden zich graag revancheren en op 23 mei 1954 vond de tweede wedstrijd tussen beide landen plaats in Boedapest. De Magische Magyaren waren opnieuw veel te sterk en de 7-1-overwinning geldt nog steeds als het grootste verlies in de historie van het Engels nationaal elftal.

### Wereldkampioenschap 1954
De Magische Magyaren waren de grote favoriet voor de wereldbeker van 1954 in Zwitserland.
Het team was in uitstekende vorm en in de openingswedstrijd werd met 9-0 gewonnen van Zuid-Korea. Met een 8-3-overwinning op West-Duitsland was plaatsing voor de tweede ronde een feit. In de kwartfinale werd met 4-2 gewonnen van Brazilië, waarna in de halve finale regerend wereldkampioen Uruguay met dezelfde cijfers naar huis werd gestuurd.
In de finale op 4 juli waren de Magyaren hun magie echter kwijt. Het elftal kwam op een 2-0-voorsprong tegen West-Duitsland door doelpunten van Puskás en Czibor. Maar de Duitsers vochten zich terug en wonnen uiteindelijk met 3-2. Deze wedstrijd is (vanuit Duits oogpunt) de geschiedenis ingegaan als het Wonder van Bern. Hongarije moest genoegen nemen met plek twee, maar had met Kocsis (elf doelpunten) wel de topschutter van het toernooi.
De verloren WK-finale betekende het einde van een recordreeks van 33 interlands op rij zonder nederlaag, door de Magische Magyaren neergezet tussen 14 mei 1950 en 4 juli 1954.
Groepsronde
- Hongarije - Zuid-Korea 9-0
- Hongarije - West-Duitsland 8-3

Tweede ronde
- Kwartfinale: Hongarije - Brazilië 4-2
- Halve finale: Hongarije - Uruguay 4-2
- Finale: Hongarije - West-Duitsland 2-3

### Na 1954
De Magische Magyaren wisten zich te herstellen van het teleurstellende WK, en van de erop volgende achttien interlands werd weer geen enkele verloren. Bovendien waren de Hongaren het eerste team dat de Sovjet-Unie in Moskou wist te verslaan. Aan deze nieuwe reeks successen kwam een einde in 1956, met nederlagen tegen Turkije (1-3), Tsjechoslowakije (2-4) en België (4-5).

## Het einde van het team
Tijdens de Hongaarse Opstand in oktober 1956 was de Hongaarse landskampioen Honvéd, waar het merendeel van de internationals speelde, op tournee in West-Europa. Na de onderdrukking van de opstand door de Russen wilden verschillende spelers, waaronder de sterren Puskás, Kocsis en Czibor, niet meer terugkeren naar Hongarije. Dit betekende het einde van het Gouden Team.
Het sterrentrio Puskás, Kocsis en Czibor zou het ook buiten Hongarije op sportief gebied goed vergaan. Puskás ging bij Real Madrid spelen. Bij de Madrileense club veroverde hij zes Spaanse landstitels (1958, 1961, 1962, 1963, 1964, 1965) en driemaal de Europa Cup I (1958, 1959, 1960).
Kocsis en Czibor kozen voor het FC Barcelona van Ladislao Kubala. Bij de Catalaanse club wonnen ze tweemaal de Spaanse landstitel (1959, 1960), tweemaal de Copa del Generalísimo (1959, 1963) en tweemaal de Jaarbeursstedenbeker (1958, 1960).